# Ajgiale
Ajgiale (Aegiale, Aegialeia), (Αἰγιάλη, Αἰγιάλεια), w mitologii greckiej niewierna żona Diomedesa.